# The Halliday Brand
The Halliday Brand is een Amerikaanse western uit 1956 onder regie van Joseph H. Lewis. Destijds werd de film in Nederland uitgebracht onder de titel Haat tegen haat.

## Verhaal
Sheriff Halliday leidt zowel zijn district als zijn gezin met ferme hand. Wanneer een jongen die verliefd is op zijn dochter, wordt omgebracht door een razende menigte, komt zijn oudste zoon in opstand tegen zijn gezag. Hij besluit zijn vader te trotseren en hem tot aftreden te dwingen.

## Rolverdeling
| Acteur             | Personage       |
| ------------------ | --------------- |
| Joseph Cotten      | Daniel Halliday |
| Viveca Lindfors    | Aleta Burris    |
| Betsy Blair        | Martha Halliday |
| Ward Bond          | Dan Halliday    |
| Bill Williams      | Clay Halliday   |
| Jay C. Flippen     | Chad Burris     |
| Christopher Dark   | Jivaro Burris   |
| Jeanette Nolan     | Nante           |
| Peter Ortiz        | Manuel          |
| Robin Short        |                 |
| Glenn Strange      | Dorpeling       |
| Jay Lawrence       | Dorpeling       |
| John Dierkes       | Predikant       |
| George Lynn        | Dorpeling       |
| I. Stanford Jolley | Heer            |